# Hemibagrus velox
Hemibagrus velox és una espècie de peix de la família dels bàgrids i de l'ordre dels siluriformes.

## Morfologia
Els mascles poden assolir els 35,7 cm de longitud total.

## Distribució geogràfica
Es troba a Sumatra (Indonèsia).